# شهرستان لانگفورد
شهرستان لانگفورد (به انگلیسی: County Longford) یک شهرستان در ایرلند است که در استان لینستر واقع شده‌است.

## خصوصیات
شهرستان لانگفورد ۱٬۰۹۱ کیلومترمربع مساحت و ۳۸٬۹۷۰ نفر جمعیت دارد.

## نگارخانه

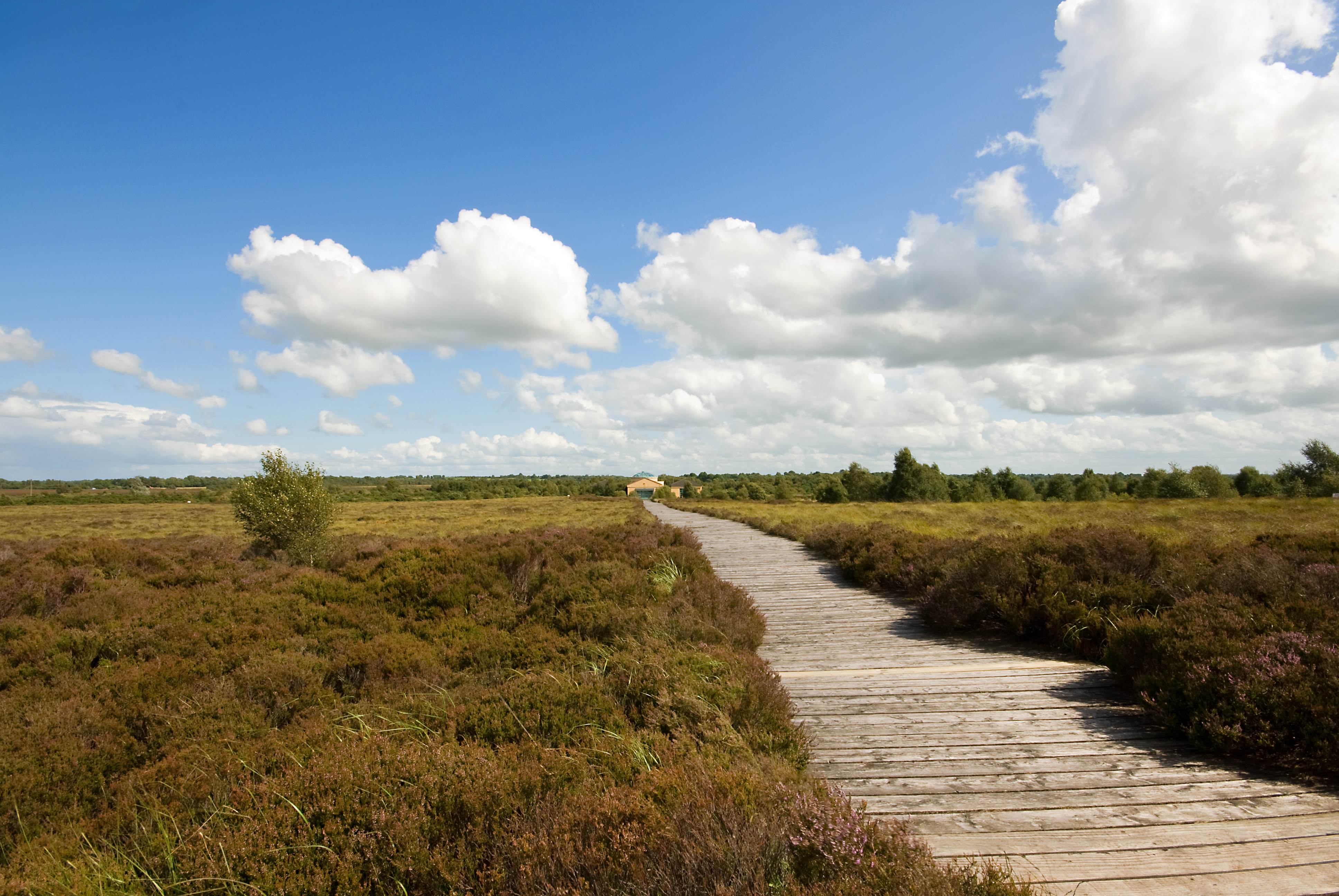
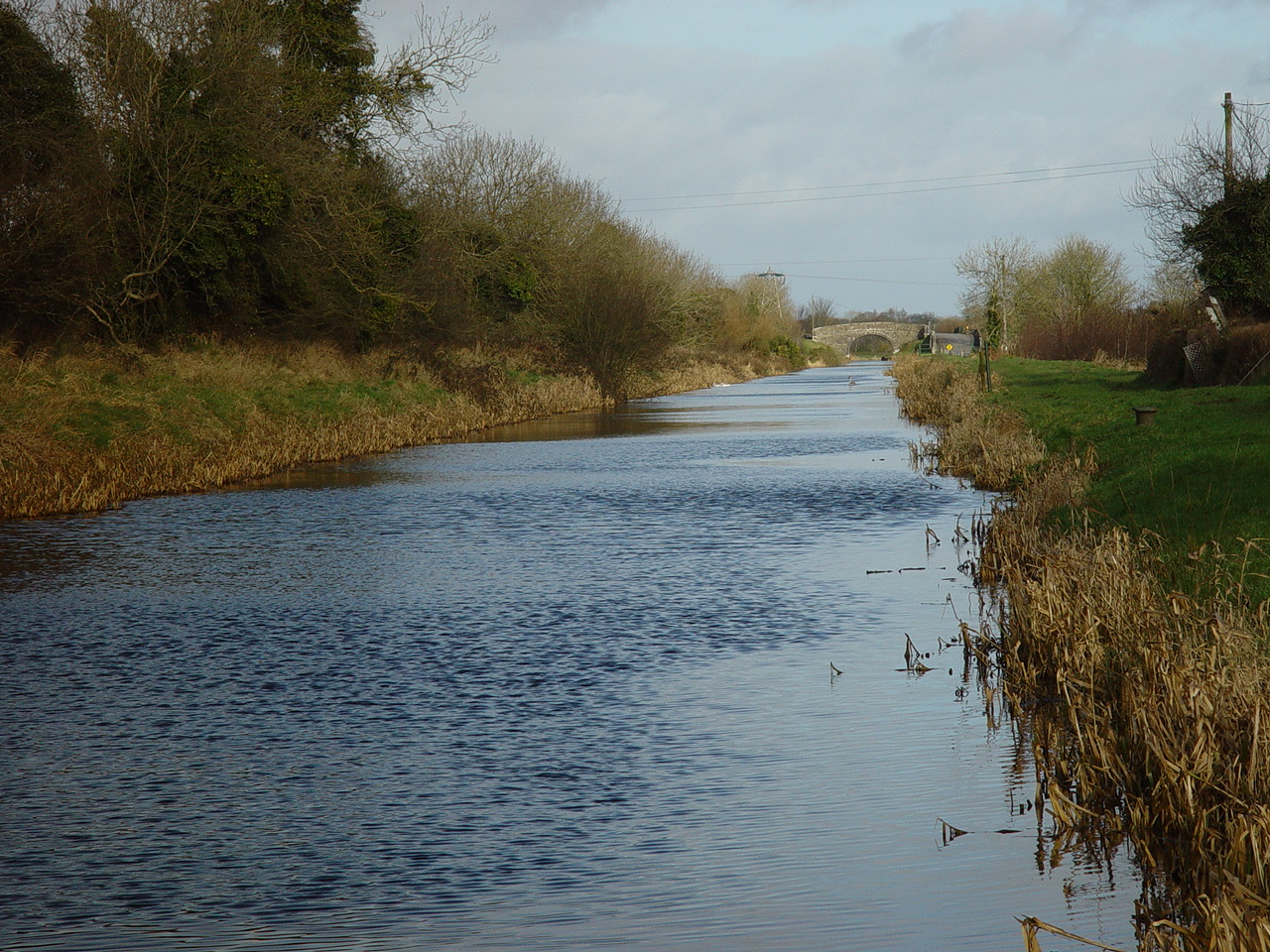